# Cover (nhạc)
Trong âm nhạc đại chúng, một phiên bản hát lại hay bài hát hát lại, hoặc đơn giản là hát lại (tiếng Anh là cover), là một màn biểu diễn mới hoặc bản thu âm mới của một bản thu âm trước đó đã có sẵn, hoặc một bài hát được phát hành thương mại hay một ca khúc nổi tiếng. Nó có thể đôi khi mang nghĩa xấu ngụ ý rằng phiên bản gốc nên được coi là phiên bản duy nhất cuối cùng hoặc là một phiên bản "đích thực", và tất cả đối thủ, sự lựa chọn hay chỉ là hát tôn vinh cũng đều kém hơn phiên bản gốc (không quan tâm nó sẽ nổi tiếng đến mức nào). Ban đầu, Billboard và các tạp chí khác theo dõi độ nổi tiếng của các nghệ sĩ âm nhạc và các hit của họ dựa vào thành công thương mại khi phát hành, chứ không chỉ chất lượng chuyên môn của các ca khúc. Sau đó, họ theo dõi tần suất phát thanh mà bài hát đó đạt được, thậm chí có các phiên bản cover còn thanh công hơn cả phiên bản gốc. Các phiên bản cover như "Who's Sorry Now?", "Blue Moon", "I Fought the Law, "Twist and Shout" và "Not Fade Away", "Dancing On My Own" thậm chí còn được ca ngợi và nổi tiếng hơn rất nhiều so với bản gốc dù chỉ là một bản cover.